# Anton Ausserer
Anton Ausserer est un naturaliste autrichien spécialiste des araignées, né le 5 juillet 1843 à Bozen dans le Tyrol et mort le 20 juillet 1889 à Graz d'une bronchite.

## Biographie
Passionné dès son jeune âge par l'histoire naturelle mais orphelin à 15 ans, il réussit à continuer ses études en donnant des cours particuliers. En 1863, il devient le protégé du professeur Heller qui l'incite à étudier les araignées. Il remporte un concours d'histoire naturelle, ce qui lui permet de poursuivre un peu plus confortablement ses études.
Il devient professeur à Feldkirch en 1867 puis, en 1869, à Innsbruck. Là, il participe à la vie de la société d'histoire naturelle de la ville et devient son secrétaire.
En 1872, il obtient son titre de docteur et enseigne, deux ans plus tard, à Graz. Il fait deux voyages, l'un en Sicile en 1880-1881 et en Égypte en 1886-1887.
Il se marie l'année suivante mais meurt brutalement en 1889.
Il étudie les araignées du Tyrol et se spécialise sur les mygales ; il est l'auteur de nombreux genres et de nombreuses espèces.

## Publications sélectionnées
- 1867. "Die Arachniden Tirols nach ihrer horizontalen und verticalen Verbreitung, 1." Verhandlungen der kaiserlich-königlichen zoologisch-botanischen Gesellschaft. Wien, 17:137–170.
- 1871. "Beiträge zur Kenntniss der Arachniden-Familie der Territelariae Thorell (Mygalidae Autor)". Verhandlungen der kaiserlich-königlichen zoologisch-botanischen Gesellschaft. Wien, 21:184-187.
- 1875. "Zweiter Beitrag zur Kenntnis der Arachniden-Familie der Territelariae Thorell (Mygalidae Autor)". Verhandlungen der kaiserlich-königlichen zoologisch-botanischen Gesellschaft. Wien, 25:169.